# Foissy-sur-Vanne
Foissy-sur-Vanne is een gemeente in het Franse departement Yonne (regio Bourgogne-Franche-Comté) en telt 280 inwoners (2004). De plaats maakt deel uit van het arrondissement Sens.

## Geografie
De oppervlakte van Foissy-sur-Vanne bedraagt 15,5 km², de bevolkingsdichtheid is 18,1 inwoners per km².
De onderstaande kaart toont de ligging van Foissy-sur-Vanne met de belangrijkste infrastructuur en aangrenzende gemeenten.

## Demografie
Onderstaande figuur toont het verloop van het inwonertal (bron: INSEE-tellingen).